# José Joaquín Salazar Franco
José Joaquín Salazar Franco (27 de julio de 1926, Tacarigua, estado Nueva Esparta – 30 de septiembre de 2000, La Asunción) fue un historiador, escritor, folclorista y activista social venezolano, conocido por su seudónimo Cheguaco. Sus obras hicieron contribuciones al estudio y la preservación de la historia y la cultura de la Isla de Margarita.

## Primeros años y educación
José Joaquín Salazar Franco nació el 27 de julio de 1926 en Tacarigua, estado Nueva Esparta, hijo de Julián Salazar y Jerónima Franco. Recibió su educación primaria en Santa Ana del Norte, adonde se trasladaba a pie diariamente. Su maestro, José Jesús Salazar, ejerció una influencia sobre él, dándole la oportunidad de escribir para el periódico local «Presagios» a la edad de 13 años, lo que marcó su primer paso en la literatura.
Después de completar el tercer grado, al no haber continuación de estudios en Santa Ana, se trasladó a La Asunción, donde finalizó la escuela primaria. Durante este período, comenzó a desarrollar sus ideas para futuras obras. Continuó escribiendo para el periódico escolar «Presagios» bajo la dirección de su maestro Salazar, que aumentaron su interés en la historia y el folclore.
Desde temprana edad, Salazar Franco también se dedicó a la agricultura, como la mayoría de los habitantes de su región natal. Trabajaba la tierra y ayudaba a su familia con la venta de comida casera.

## Actividad social y laboral
Antes de cumplir los veinte años, Cheguaco participó activamente en la vida pública. Fue miembro del Centro Cultural Guevara, de la Junta Pro-fomento de Tacarigua, de la Liga Campesina y de la Federación de Trabajadores del Estado Nueva Esparta, donde fue uno de los fundadores y dirigentes.
Posteriormente, debido a la escasez de lluvias y la necesidad de buscar nuevas fuentes de ingresos, dejó la agricultura y se dirigió a los campos petroleros. En El Tigre, inició su carrera como líder sindical, participando en dos congresos de trabajadores de Venezuela. Esta experiencia fortaleció su convicción sobre la necesidad de luchar por los derechos laborales y una distribución justa de la riqueza.

## Trabajo cultural e investigativo
Cheguaco comenzó a escribir al darse cuenta del valor de preservar eventos y tradiciones que podrían perderse con el tiempo. Se dedicó a investigar y documentar las costumbres, canciones e historias de su pueblo, con el objetivo de transmitirlas a las generaciones futuras. Aunque su educación formal se limitaba a sexto grado, perfeccionó sus habilidades en la "universidad de la vida".
Gracias a sus conocimientos en redacción y gramática, Salazar Franco ocupó varios cargos públicos, incluyendo Secretario de la Junta Comunal de Tacarigua, Secretario de la Prefectura del Distrito y Escribiente de la Oficina Principal del Registro Público de Nueva Esparta. En estos puestos, tuvo acceso a libros y documentos antiguos, lo que le permitió profundizar en la historia de la región. También fue un miembro del Comité de Desarrollo Cultural. En 1987 se convirtió en el cronista oficial de Tacarigua.
Uno de los principales méritos de Cheguaco fue su afán por desentrañar los misterios de la historia de Margarita: de dónde venían los antepasados, cómo surgieron los asentamientos, quienes fueron los primeros pobladores. Realizó extensas investigaciones en archivos, estudiando documentos y cartas antiguas, recuperando nombres y eventos olvidados.

## Obra literaria
José Joaquín Salazar Franco fue un autor de libros dedicados a la historia, el folclore y la cultura de la Isla de Margarita. Su primera obra publicada, «La Tacarigua de Margarita», fue publicada en 1971 con el apoyo del gobierno del estado Nueva Esparta. Este libro se convirtió en un elemento importante para la comunidad literaria local.[cita requerida]
Posteriormente, le siguieron otras publicaciones:

### Poesía
- «Murmullo del Breñal»[5]
- «Un grito en la Hondonada»[5]

### Cuentos
- «Brotes sobre la tierra ñera»
- «Los terrazgos de Cheguaco»

### Historia
- «Rastrojeo de la historia margariteña»[4][6]
- «Bolívar en el anecdotario popular margariteño»
- «Breve semblanza del General Francisco Esteban Gómez»[7]
- «El General Francisco Esteban Gómez en la memoria del pueblo»
- «La Guardia de los recuerdos»
- «La Asunción, ciudad procera» (2000) Editores Séneca
- «La expedición de Los Cayos en el andar del tiempo»
- «General Juan Bautista Arismendi, historias y leyendas»
- «General Santiago Mariño, en décimas populares»
- «El Corazón de Jesús de Tacarigua Afuera en sus Cien años de patronato»
- «El Corazón de Jesús de Tacarigua»
- «Altagracia, tres nombres y un solo pueblo»
- «La Virgen del Valle, su historia y sus leyendas»
- «El Portachuelo, Tacariguita y la Virgen de Papaché»
- «Biografía de Rafael Gil Sánchez»

### Folclore
- «Margarita y su artesanía primitiva»
- Salazar JJ, (1999). «Mitos y creencias margariteñas»
- «Usos y costumbres tradicionales en Margarita»[8]
- «Consejas y leyendas margariteñas»
- «El Maco de Bolívar y su artesanía del cuero»
- «El Cercao, su gente y su cerámica»
- «Algunas tradiciones margariteñas»
- «Algunos juegos tradicionales»
- «Ingenuidades miteñas»
- «Macanao, el lugar de donde el viento se devuelve»
- «El pueblo de los cuatro dioses: Guaitoroco, El Cercao»
- «El Gua, gua, gua, de los guaicos»[9]

Al momento de su fallecimiento, 16 de sus manuscritos permanecían inéditos.

## Reconocimiento y legado
El 12 de abril de 1988, José Joaquín Salazar Franco y su antiguo maestro José Jesús Salazar fueron declarados Hijos Ilustres del Municipio Gómez, en reconocimiento a su contribución al desarrollo de la región.
Los hijos de Cheguaco fundaron una Fundación con su nombre, que continuó la labor de su padre, publicando varias de sus obras y trabajos de otros autores de Tacarigua. Salazar Franco pudo ver la publicación del primer libro editado por la Fundación y lo consideró una confirmación de que sus esfuerzos no fueron en vano. La Fundación se esfuerza por completar la publicación de todos los manuscritos inéditos de Cheguaco.

## Fallecimiento
José Joaquín Salazar Franco falleció el 30 de septiembre de 2000 en La Asunción, ciudad a la que dedicó gran parte de su obra. Su muerte coincidió con el Día de San Jerónimo, patrono de los traductores y bibliotecarios, lo cual es simbólico para un hombre que dedicó su vida a preservar y difundir el conocimiento. Cheguaco es considerado uno de los primeros historiadores de Margarita, y su legado continúa inspirando a las futuras generaciones, recordando la importancia del amor a la patria, su historia y su cultura.

## Distinciones
- Mención (premio, año)
- Otra mención (premio, año)